# Faulbach (Faulbach)
Faulbach ist der Hauptort der Gemeinde Faulbach im unterfränkischen Landkreis Miltenberg (Bayern)

## Geographie

### Lage
Das Pfarrdorf liegt 140 m ü. NHN im Maintal am südlichen Rande des Spessarts zwischen Wertheim und Miltenberg.

### Nachbargemarkungen
Nachbargemarkungen im Uhrzeigersinn im Norden beginnend sind Breitenbrunn, Hasselberg, Hasloch, Grünenwört, Mondfeld und Stadtprozelten.

### Gewässer
Der durch den Ort fließende Faulbach mündet bei der unteren Schleusenausfahrt der Staustufe Faulbach von rechts in den Main, in den von rechts an der westlichen Gemarkungsgrenze auch der Neuenbuchergrund mündet.

## Geschichte
Seit dem 1. Juli 1972 gehört Faulbach zum Landkreis Miltenberg. Davor lag es im Landkreis Marktheidenfeld. Am 22. November 2022 hatte das Dorf 2023 Einwohner mit Hauptwohnsitz.

## Religion
Faulbach ist katholisch geprägt. Die Pfarrei Mariä Verkündigung (Pfarreiengemeinschaft Faulbachtal, Faulbach) gehört zum Dekanat Miltenberg.